# تقسیم‌بندی، هدف‌گذاری، موقعیت‌یابی در بازاریابی یا STP
بخش‌بندی، هدف گذاری و موقعیت یابی (STP) (به انگلیسی: Segmenting-targeting-positioning) در بازاریابی، یک چارچوب گسترده است که فرایند تقسیم بندی بازار را خلاصه و ساده می‌کند. تقسیم بندی بازار فرآیندی است که در آن گروه خریداران در بازار بر اساس طیف وسیعی از متغیرها تقسیم بندی شده و مشخص می‌شود. فرایندهای تقسیم بندی، هدف گذاری و موقعیت یابی بخشی از یک ترتیب زمانی برای تقسیم بندی بازار است.
تقسیم بندی شامل شناسایی بازار برای تقسیم بندی است. شناسایی ، انتخاب و کاربرد مبانی مورد استفاده در آن تقسیم بندی. و توسعه پروفایل‌ها
هدف گذاری فرایند شناسایی جذاب‌ترین بخش‌ها از مرحله تقسیم بندی است، که معمولاً بیشترین سود را برای تجارت دارد.
موقعیت یابی یا جایگاه یابی آخرین فرایند مرحله کسب و کار است، جایی که کسب و کار باید مزیت رقابتی خود را ارزیابی کرده و خود را در ذهن مصرف‌کننده قرار دهد تا گزینه جذاب تری برای مشتریان باشد.

## بخش بندی
تقسیم بندی بازار در طول این سالها به‌طور گسترده مورد بحث قرار گرفته است زیرا محققان در مورد اینکه چه متغیرهایی را هنگام تقسیم بازار باید در نظر بگیرند بحث کرده‌اند. رویکردهای عوامل اجتماعی، اقتصادی و فردی مانند وفاداری به نام تجاری همراه با متغیرهای جغرافیایی، روانشناختی، جمعیت شناختی و رفتاری که توسط فیلیپ کاتلر به‌طور گسترده‌تری شناخته شده‌اند، در نظر گرفته شده است؛ بنابراین تقسیم بندی بازار، فرایند سازماندهی بازار به گروه‌هایی است که یک کسب و کار می‌تواند در آن مزیت رقابتی کسب کند. با این حال، آنها باید از تجزیه بیش از حد بازار خودداری کنند، زیرا تنوع می‌تواند خدمات رسانی سودآور به بازارهای کوچکتر را دشوار کند. ویژگی‌هایی که بازاریابان به دنبال آن هستند اندازه‌گیری، دسترسی، پایداری و قابلیت اجرا است.
اندازه‌گیری - درک اندازه، ویژگی‌های خرید و نیازهای ارزش یک بخش خاص
دسترسی - توانایی برقراری ارتباط موثربا بخش
پایداری - آیا این بخش به اندازه کافی سودآور است تا خود را از سایر بخش‌های بازار متمایز کند و ارزش تجاری را ارائه می‌دهد.
قابلیت اجرا - توانایی یک سازمان برای ایجاد مزیت رقابتی با ارائه آن در بخش خاصی از بازار
دو روش برای تقسیم بندی بازار وجود دارد - رویکرد کشف یا رویکرد تحلیلی. هر رویکردی متناسب با نوع کسب و کار و بازاری است که به آن نزدیک می‌شوند

## هدف گذاری
هدف گذاری دنباله روی فرایند بخش بندی است و فرایند تعیین بازارهای منتخب و برنامه‌ریزی رسانه‌های تبلیغاتی مورد استفاده برای جذابتر شدن در آن بخش است. هدف گذاری یک محیط در حال تغییر است. شیوه‌های هدف گذاری سنتی تبلیغات از طریق منابع مکتوب و سایر رسانه‌ها، راه را برای حضور در رسانه‌های اجتماعی باز کرده است، و تمرکز بسیار متصل به وب را به دنبال داشته است. هدف‌گیری رفتاری محصول این تغییر است و بر بهینه‌سازی تبلیغات آنلاین و جمع‌آوری داده‌ها برای ارسال پیام به بخش‌های بالقوه تمرکز دارد. این فرایند بر اساس مجموعه «کوکی‌ها» است، اطلاعات کوچکی که توسط مرورگر مصرف‌کننده جمع‌آوری شده و به مشاغل فروخته می‌شود تا بخشهای بالقوه مورد توجه قرار گیرد. به عنوان مثال، کسی که به‌طور مداوم به جستجوهای مبتنی بر عکاسی دسترسی پیدا می‌کند، به احتمال زیادبرای او آگهی‌هایی فروش دوربین ظاهر می‌شود، زیرا اطلاعات کوکی‌هایی بیانگر علاقه او در این زمینه است. در حالی که بازار را هدف قرار می‌دهید، سه انتخاب مختلف برای پوشش بازار باید در نظر بگیرید - بازاریابی بدون تمایز، تمایز و بازاریابی تخصصی. انتخاب اینکه کدام گزینه هدف را دنبال کنید بستگی به محصول یا خدمات ارائه شده دارد. بازاریابی بدون تمایز بهترین گزینه برای تمرکز بر بازار به‌طور کلی و ارتقاء محصولاتی است که دارای بخش وسیعی از هدف هستند، در حالی که بازاریابی متمایز و تخصصی بیشتر تخصص یافته و بر بخشهای کوچکتر و انتخابی تر تمرکز می‌کند.

## موقعیت یابی یا جایگاه یابی
موقعیت یابی آخرین مرحله در فرایند 'STP' است و بر نحوه نگرش نهایی مشتری به محصول یا خدمات شما در مقایسه با رقبای شما متمرکز است و در به دست آوردن مزیت رقابتی در بازار مهم است؛ بنابراین، تصورات مشتری تأثیر بسزایی در موقعیت یابی برندها در بازار دارد. سه نوع موقعیت یابی وجود دارد که در موقعیت یابی نام تجاری برای مزیت رقابتی مهم است. اینها موقعیت یابی عملکردی، موقعیت نمادین و موقعیت یابی تجربی هستند. موقعیت یابی عملکردی بر جنبه‌هایی از محصولات یا خدمات متمرکز است که می‌تواند نیازها یا خواسته‌های مصرف‌کنندگان را برآورده سازد. موقعیت یابی نمادین بر اساس ویژگی‌های نام تجاری است که عزت نفس مشتریان را برآورده می‌کند. موقعیت یابی تجربی بر اساس ویژگی‌های مارک‌هایی است که ارتباط حسی یا احساسی با مشتریان را تحریک می‌کند. ترکیبی از این سه عامل کلیدی برای موقعیت یابی نام تجاری در مزیت رقابتی برای رقابت فوری آن است. [۵] به‌طور کلی، موقعیت یابی باید ارزش بهتری نسبت به رقبا داشته باشد و این تمایز را به شیوه ای مؤثر به مصرف‌کننده منتقل کند

## B2C and B2B
فرایندی که در بالا توضیح داده شد می‌تواند هم برای بازاریابی کسب وکار به مشتری و هم برای کسب و کار به کسب و کار مورد استفاده قرار گیرد. اگرچه بیشتر متغیرهای مورد استفاده در تقسیم بندی بازار بر اساس ویژگی‌های مشتری است، اما ویژگی‌های کسب و کار را می‌توان با استفاده از متغیرهایی که بستگی به نوع خریدار ندارند، توصیف کرد. با این حال روش‌هایی برای ایجاد بیانیه موقعیت یابی برای هر دو بخش B2C و B2B وجود دارد